# 艾萊烏
艾萊烏（Aileu）是東帝汶的一個城市，是艾萊烏區的首府，位於首都帝力以南47公里，人口17,536。